# Vuelo 7908 de Caspian Airlines
El vuelo 7908 de Caspian Airlines fue un vuelo internacional entre el Aeropuerto Internacional Imán Jomeini de Teherán (Irán) y el Aeropuerto Internacional de Zvartnots, de Ereván (Armenia), que sufrió un accidente el 15 de julio de 2009. El avión, un Tupolev Tu-154, matriculado EP-CPG (primer vuelo en 1987), se estrelló en el norte de Irán, a los 16 minutos de su despegue. Ninguno de los 168 ocupantes a bordo sobrevivió.
El accidente fue el accidente de aviación más mortal en Irán desde el accidente en 2003 de un Ilyushin Il-76 operado por militares, en el que murieron 275 personas. Fue el segundo incidente de aviación más mortífero en 2009 detrás del vuelo 447 de Air France. 
La investigación del choque posterior encontró que el incidente había sido causado por una falla por fatiga y la consiguiente desintegración de un disco de rotor en el motor izquierdo (motor número 1). Además de la falla de ese motor, fragmentos del disco cortaron dos de los tres sistemas de control hidráulico y dañaron las líneas de combustible del motor central (motor número 2). La fuga de combustible de estas líneas dañadas se encendió, provocando un gran incendio que luego destruyó los componentes que controlaban los elevadores y el timón, lo que provocó que los pilotos perdieran el control de la aeronave.

## Aeronaves y tripulación
El avión era un Tupolev Tu-154M construido en 1987 y operado por Caspian Airlines de Irán, según un portavoz de la agencia de aviación de Irán. 
El avión accidentado tenía registro EP-CPG, un avión que entró en servicio el 20 de abril de 1987 como YA-TAR para Bakhtar Afghan Airlines y fue vendido a Ariana Afghan Airlines en 1988. YA-TAR sirvió con Ariana Afghan hasta que fue vendido a Caspian Airlines el 15 de marzo de 1998, 11 años después de su construcción. Se volvió a registrar como EP-CPG en 1999. Tenía 22 años y 3 meses al momento del accidente.
El avión fue revisado por seguridad en junio de 2009 y se le otorgó licencia de vuelo hasta 2010.  Esto también fue declarado por un oficial de aviación armenio, diciendo que el avión había pasado por control técnico en el aeropuerto Mineralnye Vody en el sur de Rusia en junio. 
La tripulación de vuelo estaba formada por el capitán Ali Asghar Shir Akbari, el primer oficial Javad Masoumi Hesari, el navegante Mahdi Firouse Souheil y la ingeniera de vuelo Nima Salehie Rezve.

## Accidente
El avión se estrelló a las 11:33 hora de verano de Irán (07:03 UTC ), 16 minutos después del despegue del aeropuerto internacional Imam Khomeini de Teherán. Según las autoridades, la cola de la aeronave se incendió repentinamente. El piloto dio vueltas, tratando de encontrar un lugar seguro para aterrizar, pero sin éxito. La aeronave fue destruida después de que se estrellara contra un campo, creando un cráter de hasta 10 metros (33 pies) de profundidad. Un testigo ocular que afirma haber estado a menos de 300 metros (330 yardas; 980 pies; 0,19 millas) del lugar del accidente describió el evento como si «el avión acabara de caer del cielo». Tres horas después del accidente, aún quedaban incendios en un área de 200 metros cuadrados (2200 pies cuadrados). Un testigo dijo a la Agencia de noticias Fars:

Vi el avión cuando estaba sobre el suelo. Sus ruedas estaban fuera y había fuego ardiendo desde las partes inferiores. Parecía que el piloto estaba tratando de aterrizar, y momentos después el avión golpeó el suelo y se rompió en pedazos que se dispersaron por todas partes.

La grabadora de voz y la grabadora de datos de vuelo de la cabina del avión se encontraron el 16 de julio. Sin embargo, el investigador jefe Ahmad Majidi informó que una de las «cajas negras» estaba dañada. Sin embargo, se accedió con éxito a ambos registradores de vuelo y contribuyeron con datos a la investigación del accidente. 

## Pasajeros

### Nacionalidades
Se informa que 38 (incluidos dos miembros de la tripulación) de los 168 pasajeros eran ciudadanos iraníes. 40 pasajeros eran ciudadanos de Armenia. También había dos georgianos a bordo, dos canadienses, y dos australianos iraníes con doble nacionalidad. También había dos iraníes-estadounidenses con doble nacionalidad.

## Consecuencias
El presidente iraní, Mahmoud Ahmadinejad, ha expresado su condolencia por los fallecidos y sus familias. El presidente armenio Serzh Sargsyan firmó un decreto el 15 de julio de 2009 declarando al día siguiente Día de Luto en Armenia. 

## Investigación
El presidente de Armenia, Serzh Sargsyan, anunció el 15 de julio que se había creado una comisión gubernamental para investigar el accidente. Estaría encabezada por el vice primer ministro Armen Gevorgyan. 
Los funcionarios iraníes culparon del accidente a razones técnicas. Se alegó que el motivo principal del accidente fue un fallo de motor y destrucción por impacto de un pájaro, lo que resultó en un incendio que provocó la pérdida de control y la caída del avión. 
El 23 de diciembre de 2014 se publicó una cronología de eventos: Durante el ascenso a la altitud de 9.700 metros (31.800 pies), la tripulación envió un mensaje sobre un incendio en el motor número uno. La subida se detuvo a 8.700 metros (28.500 pies). El avión, tres minutos antes del accidente, dio un giro de 270 grados y luego comenzó a descender rápidamente con una alta velocidad vertical de unos 70 metros (230 pies) por segundo. 16 minutos después del despegue, el Tu-154M, a alta velocidad, chocó con el suelo en un campo cerca del pueblo de Džannatabad, aproximadamente a 120 kilómetros (75 millas; 65 millas náuticas) del aeropuerto de Jomeini. La aeronave fue destruida por el impacto. En el lugar del desastre se formó un cráter cuya profundidad fue de aproximadamente 10 metros (33 pies).
Es probable que las autoridades iraníes publicaran un informe final del accidente en 2011, aunque no recibió una atención más amplia hasta que se tradujo parcialmente al inglés en 2019.  El informe encontró que el accidente había sido causado por fallas por fatiga.del rotor de la primera etapa del compresor de baja presión en el motor n.º 1, que resultó en la desintegración del disco del rotor. Los fragmentos del disco del rotor destruyeron el motor n.º 1, cortaron los sistemas hidráulicos n.º 1 y n.º 3, y cortaron parcialmente las líneas de combustible al motor n.º 2. Los componentes calientes y el fluido hidráulico encendieron el combustible que se derramaba de las líneas de combustible dañadas, y provocó rápidamente un gran incendio en la sección de cola del avión. Este incendio, a su vez, destruyó las varillas que accionaban las superficies de control traseras (elevadores y timón) resultando en que los pilotos perdieran el control de la aeronave. 
Antes del accidente, el fabricante de la aeronave, Tupolev, había publicado un boletín de servicio que requería pruebas más estrictas de los componentes del compresor de baja presión. Sin embargo, esto solo se proporcionó en ruso a los operadores rusos. Seis días después del accidente del EP-CPG, Tupolev publicó boletines de servicio equivalentes a todos los operadores.